# Regler i Mixed martial arts
 Der er for få eller ingen kildehenvisninger i denne artikel, hvilket er et problem. Du kan hjælpe ved at angive troværdige kilder til de påstande, som fremføres i artiklen.

Reglerne i Mixed Martial Arts (MMA) varierer på verdensplan. Det mest udbredte regelsæt i verden, der bruges i øjeblikket, er 'Unified Rules of Mixed Martial Arts', vedtaget af alle statslige atletiske kommissioner i USA, der regulerer MMA. Det er regelsættet, der benyttes i og er lavet på baggrund af Ultimate Fighting Championship, verdens største MMA-promotorselskab. De Unified Rules er de facto reglerne for MMA i USA og er blevet vedtaget af andre kampagner og jurisdiktioner verden over.

## Unified Rules of Mixed Martial Arts
I april 2000 stemte California State Athletic Commission (CSAC) enstemmigt for regler, der senere blev grundlaget for de Unified Rules of Mixed Martial Arts. Men da lovgivningen blev sendt til Californiens hovedstad til gennemgang, blev det fastslået, at sporten faldt uden for CSAC's jurisdiktion, hvilket gjorde afstemningen overflødig.
I september 2000 begyndte New Jersey State Athletic Control Board (NJSACB) at tillade MMA-arrangører at afholde begivenheder i New Jersey. Hensigten var at give NJSACB mulighed for at observere faktiske begivenheder og indsamle information for at etablere et omfattende sæt regler for effektivt at regulere sporten.
Den 3. april 2001 holdt NJSACB et møde for at diskutere reguleringen af MMA-begivenheder. Dette møde forsøgte at forene det utal af regler og regler, som var blevet brugt af de forskellige MMA-organisationer. På dette møde blev de foreslåede ensartede regler vedtaget af NJSACB, adskillige andre regulerende organer, adskillige initiativtagere af MMA-begivenheder og andre interesserede parter, der var til stede. Ved afslutningen af mødet var alle fremmødte parter i stand til at blive enige om et ensartet sæt regler til at styre MMA-sporten.
Reglerne vedtaget af NJSACB er blevet det de facto standardsæt af regler for professionel MMA i hele Nordamerika. Alle statslige, provinsielle og kommunale atletiske kommissioner, der regulerer MMA, har assimileret disse regler i deres eksisterende ubevæbnede kampkonkurrenceregler og vedtægter. For at en promovering kan afholde MMA-begivenheder på et sanktioneret sted, skal kampagnen overholde kommissionens regelsæt.
Den 30. juli 2009 blev der på årsmødet i Sammenslutningen af Boksekommissioner fremsat et forslag om at vedtage disse regler som "Unified Rules of Mixed Martial Arts". Forslaget blev enstemmigt vedtaget.

### Runder
Hver runde varer fem minutter med et minuts hvileperiode mellem runderne. Kampe uden mesterskabsstatus må normalt ikke overstige tre runder, men den styrende kommission kan give dispensation til kampe uden titel fem runder, som det normalt gøres for hovedkampen i UFC. Titelkampe/mesterskabskampe kan sanktioneres i fem runder.

### Påklædning
Alle deltagere skal kæmpe i godkendte shorts, uden sko eller anden form for fodpolstring. Skjorter, gis eller lange bukser (inklusive gi-bukser) er ikke tilladt. Kæmpere skal bruge godkendte lette handsker (4-6 ounce), der tillader fingrene at gribe. En mundbeskytter og lyskebeskytter er også påkrævet og kontrolleres af en embedsmand fra det lokale licenserende nævn, før de får lov til at komme ind i buret/ringen. Alle mandlige kæmpere skal benytte en skridtbeskytter. Kvindelige kæmpere må selv bestemme om de vil have det på.

### Bedømmelseskriterier
Ti-point-systemet skal bruges til alle kampe. Tre dommere scorer hver runde med ti point til vinderen og ni point eller færre til den anden kæmper. I New Jersey er de færreste point, en kæmper kan modtage, 7. Hvis runden er lige, får begge kæmpere ti point. Strafpoint (sædvanligvis et point for hver forseelse, lejlighedsvis to point), der bestemmes af dommeren, trækkes fra hver dommers score for den pågældende runde for den fornærmende kæmper.
Association of Boxing Commissions (ABC) har offentliggjort en retningslinje for, hvad dommere i USA bør overveje mest, når de scorer en runde. "Effektiv brydning/grappling" (defineret som lovlige strejker, der påfører én kæmpermere skade i den runde, såvel som vellykkede nedtagninger, reverseringer og indsendelsesforsøg) ses som det primære kriterium, hvor dommere også bliver bedt om at tage hver runde på sine egne fordele i stedet for at overveje den kumulative effekt af strejker. "Effektiv aggression" (hvor dommerne overvejer, hvem der gjorde sig mere umage for at afslutte kampen i den runde) er et sekundært kriterium, efterfulgt af burgeneralskab og diktering af kampens tempo. ABC opfordrer også sine dommere til at score runder 10-8, hvis en dommer føler, at en kæmperhar landet en betydelig mængde "påvirkningsfulde" angreb eller brugt store mængder tid i dominerende grappling-positioner, da "det er helt afgørende for udviklingen af sporten og for at demonstrere retfærdighed over for kæmpere", at runder, hvor en kæmperbliver belønnet, kontrollerer meget af kampen korrekt.
Ved slutningen af kampen indsender hver dommer deres samlede score for alle runder for hver kæmperfor at bestemme resultatet efter følgende kriterier:
- Sejr ved enstemmig afgørelse (unanimous decision): Alle tre dommere har samme kæmpersom vinderen.
- Sejr ved flertalsafgørelse (majority decision): To dommere har en kæmper, der vinder kampen, og den tredje dommer giver uafgjort.
- Sejr ved delt afgørelse (split decision): To dommere har en kæmper, der vinder kampen, og den tredje dommer får den anden kæmper til at vinde den.
- Uafgjort ved enstemmig afgørelse (unanimous draw): Alle tre dommere scorer uafgjort.
- Uafgjort ved flertalsafgørelse (majority draw): To dommere giver uafgjort, og den tredje dommer har en vinder.
- Uafgjort ved delt afgørelse (split draw): En dommer giver uafgjort, og de to andre dommere har forskellige vindere.

### Vægtklasser
Følgende tabel er listen af vægtklasser vedtaget i de Unified Rules of Mixed Martial Arts. Der er intet krav om at alle vægtklasser benyttes.
| Vægtklasse (da)                       | Øvre vægtgrænse   |
| ------------------------------------- | ----------------- |
| Strawweight (Stråvægt)                | 115 lb (52,2 kg)  |
| Flyweight (Fluevægt)                  | 125 lb (56,7 kg)  |
| Bantamweight (Bantamvægt)             | 135 lb (61,2 kg)  |
| Featherweight (Fjervægt)              | 145 lb (65,8 kg)  |
| Lightweight (Letvægt)                 | 155 lb (70,3 kg)  |
| Super lightweight (Super letvægt)     | 165 lb (74,8 kg)  |
| Welterweight (Weltervægt)             | 170 lb (77,1 kg)  |
| Super welterweight (Super weltervægt) | 175 lb (79,4 kg)  |
| Middleweight (Mellemvægt)             | 185 lb (83,9 kg)  |
| Super middleweight (Super mellemvægt) | 195 lb (88,5 kg)  |
| Light heavyweight (Letsværvægt)       | 205 lb (93,0 kg)  |
| Cruiserweight (Cruiservægt)           | 225 lb (102,1 kg) |
| Heavyweight (Sværvægt)                | 265 lb (120,2 kg) |
| Super heavyweight (Super sværvægt)    | Ingen grænse      |

### Utilladelig opførsel
Som vedtaget af Association of Boxing Commissions:
- Gribe fat i buret
- Holde fast i modstanderens shorts eller handsker
- Hovedstød
- Bide en modstander, eller at spytte på dem
- Hive i modstanderens hår
- Indsætte en finger eller fingre på en eller begge hænder i munden, næseborene eller andre åbninger på modstanderen
- Prikke i modstanderen i øjet på hvilken somhelst måde
- Slag til lysken
- Vride, trække eller bøje fingre, tæer, håndled og ankler for at forårsage ledlåse i de forskellige led i disse vedhæng.
- Slår mod rygsøjlen eller baghovedet eller andet bag ørerne
- Strubeangreb af enhver art, herunder, uden begrænsning, at gribe fat i luftrøret
- Fingrene strakt ud mod modstanderens ansigt/øjne
- Kløve, klemme, eller vride kødet
- Spark og knæslag mod hovedet på en 'jordet' modstander (se note)
- At trampe på en 'jordet' modstander (se note)
- Smide/kaste en modstander til lærredet på deres hoved eller hals
- Brug af bandeord eller stødende sprog i buret
- At smide modstander ud af ringen/kampområdet
- Enhver usportslig adfærd, der forårsager en skade på modstanderen
- Angribe en modstander i en pause
- Angribe en modstander, der er under dommerens opsyn
- Frygtsomhed (overdrevent undgåelse af kontakt, konsekvent tab af mundstykket eller forfalskning af en skade)
- Interferens fra en kæmpers hjørnemand
- Tydelig tilsidesættelse af dommerens instruktioner
- Angribe en modstander, efter at klokken har lydt i slutningen af runden

Når en utilladelig handling er anklaget, kan dommeren efter egen vurdering trække et eller flere point fra som straf. Hvis en utilladelig handling gør at modstanderen ikke kan fortsætte i kampen, kan kampen ende i en diskvalifikation, hvis overtrædelsen var bevidst, eller en "no contest", hvis den var utilsigtet. Hvis en fejl medfører, at en kæmper ikke kan fortsætte senere i kampen, ender det med en teknisk beslutningssejr til den skadede kæmper, hvis den skadede kæmper er foran på point, ellers er kampen 'teknisk uafgjort".
- Note: Siden november 2024 har en jordet ('grounded') person i Unified Rules of Mixed Martial Arts været defineret som "når nogen anden del af deres krop end deres hænder eller fødder er i kontakt med lærredet (jorden)".[9]

### Medicinske krav
- Deltagerne skal gennemføre alle lægeundersøgelser og tests forud for licensen, der kræves af den jurisdiktion, der licenserer konkurrencen.
- Den jurisdiktion, der licenserer konkurrencen, skal gennemføre eller overvåge alle indvejninger før konkurrencen og kan afholde eller overvåge et regelmøde for alle deltagere og deres hjørnemænd.
- Lægeundersøgelse efter konkurrencen.
  - Direkte efter en konkurrence skal hver deltager underkastes en lægeundersøgelse af en læge, der er udpeget af kommissionen. Lægeundersøgelsen kan omfatte alle undersøgelser eller prøver, som kommissionen anser for nødvendige for at fastslå en deltagers fysiske form efter konkurrencen.
  - Enhver deltager, der nægter at underkaste sig en lægeundersøgelse efter konkurrencen, skal øjeblikkeligt suspenderes på ubestemt tid.[10]

### Forbudte stoffer
- Brug af forbudte stoffer: Brugen af ulovlige stoffer, narkotiske midler, stimulerende midler, depressive eller smertestillende af en hvilken som helst beskrivelse, eller alkoholstof, af en deltager enten før eller under en kamp, skal resultere i øjeblikkelig diskvalifikation af deltageren fra kampen og disciplinære handlinger i overensstemmelse med kommissionen, der har licenseret konkurrencen.
- Monitering af forbudte stoffer: For at påvise tilstedeværelsen af et forbudt stof, skal en deltager underkaste sig enhver præ- eller post-konkurrence urinanalyse eller anden laboratorieprocedure, som er bestilt af den læge, der er udpeget af kommissionen. Afvisning af at underkaste sig en sådan test vil resultere i den øjeblikkelige diskvalifikation af deltageren fra kampen og en ubegrænset udelukkelse fra MMA-sporten.
- Urinalyse:
  - Alle deltagere kan blive beordret til at gennemføre en urinprøve før konkurrencen for at påvise tilstedeværelsen af ethvert stof.
  - Ud over en analyse før konkurrencen kan den lokale kommission efter eget skøn beslutte at teste for tilstedeværelsen af præstationsfremmende lægemidler og derved kræve, at der produceres yderligere urinprøver til enhver tid efter konkurrencens afslutning.
  - Indsamling af prøver til urinanalyse skal udføres eller overvåges af en kommissionsmedarbejder. Afvisning af at underkaste sig en sådan test vil resultere i den øjeblikkelige diskvalifikation af deltageren fra kampen og en ubegrænset udelukkelse fra MMA-sporten.[10]

## Amatørregelsættet
Indenfor MMA foretages amatør kampe, der har til formål at give erfaring til nyere og unge udøvere. Her skælner reglerne sig fra de professionelle kampe for at sikre at ingen kommer for hårdt til skade. Følgende er en oversigt af reglerne som defineret af International Mixed Martial Arts Federation (IMMAF). Regler, såsom påklædning, kan tilpasses i medlemslande, og kæmpere og coaches informeres om stævnets regelsæt og udstyrskrav inden tilmelding.
Amatørkampe består af 3 runder, og hver runde varer 3 minutter med et minuts hvileperiode mellem runderne.
Påklædningen i amatør MMA ændres ift. professionelt MMA for at bedre undgå skader såsom knoglefrakturer. Handskerne i amatørkampe er større (6-8 ounce) end professionelle handsker og har mere fyld ved knoerne. Alle kæmpere skal benytte benskinner. Der benyttes en kortærmet rash guard, som er en tætsiddende, elastisk trøje. Kvinder kan anmode om længere rash guards samt tætsiddende, elastiske bukser til brug under deres shorts.
Amatørregelsættet har flere regler for utilladelige opførsel end professionel MMA. Udover handlinger nævnt i utilladelige opførsel for professionel MMA, så inkluderer amatør MMA også:
- Holde fast i modstanderens rash guard eller benskinner.
- Alle slag med albue eller underarm.
- Heel hook (hvor man kontrollerer modstanderens ben og roterer foden på vridende vis).
- Alle submission teknikker, der lægger pres på modstanderens nakke, rygsøjle, såsom en twister, neckcrank osv.
- Alle slag med knæ til hovedet.

## Bur eller ring
MMA omtales ofte som "cage fighting" i USA, da det er forbundet med UFC's ottekantede kampplads, der er afgrænset af et metalhegn. De fleste større MMA-selskaber i verden bruger "buret" som et resultat af direkte udvikling fra de første UFC-begivenheder. Der er variationer på buret, såsom at erstatte metalhegnet med et net eller bruge en anden form for området end en ottekant, da udtrykket "The Octagon" er varemærkebeskyttet af UFC (selvom selve den 8-sidede form ikke er varemærket). Nogle selskaber bennytter et område, der ligner en standard boksering, men med strammere reb og nogle gange en barriere under det laveste reb for at forhindre, at kæmperne ruller ud af ringen. Brugen af ringen i disse lande stammer ofte fra historien om Vale Tudo, japansk prowrestling og andre MMA-relaterede sportsgrene såsom kickboksning.
Valget af bur eller ring er dog mere end æstetisk, da det påvirker den type strategier, som en fighter kan implementere. For eksempel er en populær og effektiv strategi i et bur at pinde en modstander ind i området, hvor hegnet møder måtten, og derefter slå dem med slag. Defensivt bruges buret ofte som støtte til at afværge nedtagningsforsøg eller som støtte til at komme nedefra en modstander (kendt som "at gå op i buret"). Disse positioner er ikke mulige i en MMA-ring. På den anden side kan ringen med reb resultere i sammenfiltrede lemmer og kæmpere, der falder gennem rebene, hvilket kræver, at dommeren nogle gange stopper kampen og flytter kæmperne i midten. Kæmpere må ikke gribe fat i hegnet eller rebet i hverken et bur eller en ring.
Den følgende tabel angiver hvilken slags kampplads givne MMA-organisationer benytter:
| Organisation             | Bur eller ring | Primære stævnelokation | Ref.   |
| ------------------------ | -------------- | ---------------------- | ------ |
| UFC                      | 8-sidet bur    | USA                    | [ 12 ] |
| PFL                      | 10-sidet bur   | USA                    | [ 13 ] |
| ONE Championship         | Cirkulært bur  | Thailand               | [ 14 ] |
| KSW                      | Cirkulært bur  | Polen                  | [ 15 ] |
| OKTAGON MMA              | Cirkulært bur  | Tjekkiet               | [ 16 ] |
| Cage Warriors            | Cirkulært bur  | Storbritannien         | [ 17 ] |
| M-1 Global               | 6-sidet ring   | Rusland                | [ 18 ] |
| Rizin FF                 | Ring           | Japan                  | [ 14 ] |
| Invicta FC               | 8-sidet bur    | USA                    | [ 19 ] |
| Legacy Fighting Alliance | 8-sidet bur    | USA                    | [ 20 ] |
| Pancrase                 | 10-sidet bur   | Japan                  | [ 21 ] |